# Ted Baillieu
Edward Norman Ted Baillieu (* 31. července 1953 Melbourne, Victoria) je australský politik. Od května 2006 vede Liberální strany Austrálie v státe. Po vítězství ve státních volbách od 2. prosince 2010 zastává funkci předsedy vlády státu Victoria.